# Kitabatake-jinja
Le Kitabatake-jinja (北畠神社) est un sanctuaire shinto situé à Tsu dans la préfecture de Mie au Japon. Son principal festival se tient tous les 13 octobre. Il est fondé en 1643 et abrite le kami de Kitabatake Akiyoshi ainsi que ceux d'autres membres du clan Kitabatake. C'est l'un des quinze sanctuaires de la restauration de Kenmu.

## Source de la traduction
- (en) Cet article est partiellement ou en totalité issu de l’article de Wikipédia en anglais intitulé « Kitabatake Shrine » (voir la liste des auteurs).